# Râul Ragul
Râul Ragul este un curs de apă, afluent al râului Crasna